# Іван (Січкарик)
о. Іван Січкарик, (нар. 25 квітня 1976, смт Мельниця-Подільська Борщівського району Тернопільської області) — український релігійний діяч, священник УГКЦ. Перший доктор біблійного богослов'я (2010) з України.

## Життєпис

### Навчання
У 1992—1994 роках навчався в Чортківській дяківсько-регентській школі (нині дяківсько-катехитична академія імені священномученика (єпископа) Григорій Хомишина).
У 1994—2000 роках навчався в Тернопільській вищій духовній семінарії імені Патріарха Йосифа Сліпого.
2000—2003 — вищі студії в Папському Григоріанському Університеті: цикл ліцензіату по спеціалізації Біблійне Богослов'я (тема праці: «Екзегетичне пояснення біблійного уривку 1 Кор. 6, 12-20»). У 2003—2010 — продовження навчання в цьому ж університеті циклу докторату.

### Викладацька діяльність
Попередньо о. Іван викладав курс «Листи Апостола Павла» у Львівській духовній семінарії Святого Духа та Українському католицькому університеті.
Також викладав на курсах для вчителів-катехитів: Вступ до Старого і Нового Заповітів і на курсах підвищення кваліфікації для священників.
Нині о. Іван Січкарик викладає в Тернопільській вищій духовній семінарії предмети «Вступ до Святого Письма», «Листи Апостола Павла», «Біблійна герменевтика», «Історія спасіння».

## Праця
9 червня 2010 року о.-доктор Іван Січкарик зробив публічний захист докторської праці в Папському Григоріанському Університеті (біблійний факультет, м. Рим, Італія) на тему: «СОМА (тіло) як основний пункт навчання Апостола Павла. Пошук екзегетичний та богословсько-біблійний».
Написання праці обсягом 532 сторінки тривало 7 років. Зокрема, 50 сторінок займає бібліографія різних авторів, які робили науковий пошук щодо тематики «тіло», «тілесність» в листах Апостола Павла, а також у різних ділянках грецької, єврейської культур, книг Старого Завіту, писань з Кумрану, навчання Філона Олександрійського та інше.
Дана докторська праця є надзвичайно важливою, тому що це є перший повний аналіз значення грецького слова «СОМА» (тіло) в листах Павла. Книга написана італійською мовою і надрукована в 2011 році і на сьогодні її можна читати у провідних богословських бібліотеках світу. Нині автор працює над перекладам праці українською мовою.

### Захист
Модератор праці — о.-професор Уго Ванні (Італія), голова комісії — о.-професор Міхаель Майер (Німеччина), другий модератор — о.-професор Скотт Бродер (США). На захисті були присутні апостольський візитатор для українців греко-католиків в Італії та Іспанії владика Діонізій Ляхович, Голова Товариства «Свята Софія» о. Іван Дацко, Пасторальний Координатор для українців греко-католиків в Італії о. Олександр Сапунко, священники та студенти-семінаристи.
З огляду на складність та об'ємність теми дослідження, а також наукову новизну представленої роботи, члени комісії визнали її фундаментальною теологічною працею. Професор Уго Ванні, на завершення свого виступу, привітав всіх присутніх з народженням в особі о.-доктора Івана Січкарика нового вченого-богослова Католицької церкви.

### Представлення
Презентація книги в Тернополі відбулася 4 червня 2014 року в Тернопільській вищій духовній семінарії. На презентацію видання у приміщенні бібліотеки семінарії прибули ректор Львівської духовної семінарії о.-доктор Ігор Бойко, віце-ректор з навчальної частини Львівської семінарії о. Орест Демко, ректор Тернопільської семінарії о. Іван Римар, о.-доктор історичних наук Віталій Козак, священники, викладачі та студенти семінарії, а також о.-митрат Павло Репела, який передав вітання і благословення від архієпископа і митрополита Тернопільсько-Зборівського кир Василія Семенюка.